# António Marcelino da Vitória
António Marcelino da Vitória (Tondela, 2 de junho de 1750 — 22 de agosto de 1825), 1.º barão de Tondela, foi um militar do Exército Português, onde atingiu o posto de tenente-general e se distinguiu na Batalha do Porto (1809).

## Biografia
António Marcelino da Victoria foi fidalgo da Casa Real (1816), e tenente-general do Exército. Era neto paterno de Manuel da Victoria, capitão de Mazagão e governador das Ilhas de Cabo Verde, bisneto paterno de D. Gabriel da Victoria, originário de Madrid e governador das Torre do Outão, no tempo de Filipe III e depois Governador das Armas das duas Beiras e do Alentejo. Casou a 16 de Abril de 1777 com Catarina Vicência do Couto, de quem teve 6 filhos, entre os quais Maria Joana Roeda da Vitória, que o sucederia como 2.ª baronesa de Tondela.